# Antoni Fibla i Pellicer
Antoni Fibla i Pellicer (Alella, 6 de febrer de 1946) és un ex atleta català especialitzat en llançament de martell.
Especialista en llançaments, fou quinze cops campió de Catalunya en martell entre els anys 1967 i 1983. A més guanyà dos campionats en llançament de pes els anys 1972 i 1973. L'any 1976 va batre el rècord català de martell. A nivell espanyol fou dos cops campió de martell els anys 1969 i 1977, i vint-i-cinc cops internacional amb la selecció. Pel que fa a clubs, va pertànyer a la UE Santboiana, al RCD Espanyol i al FC Barcelona. Un cop retirat fou durant 19 anys preparador físic de l'equip de basquetbol del FC Barcelona.

## Palmarès
Campió de Catalunya
- Llançament de martell: 1967, 1968, 1969, 1971, 1972, 1973, 1974, 1975, 1976, 1978, 1979, 1980, 1981, 1982, 1983
- Llançament de pes: 1972, 1973

Campió Espanya
- Llançament de martell: 1969, 1977